# 月湖公园 (长沙)
月湖公园地处中國湖南省长沙市城区东北的开福区境内，地处三一大道以北、万家丽北路以西、洪山路以南、浏阳河以东，规划占地约1000亩，主体水面将达600亩。公园为山水格局，以湖为中心共计4个水域，东入口处一大一小两个水湾、北入口一个水湾。
公园东部多疏林草地、林荫广场。西面为自然树木，乡土风情突出；南部为常绿灌木组成林带，北部以带状常绿树林为主要形态。

## 景点
公园共计10个景点，均以“月”为主题。其中，水上景点有4个即秋月湖、月光岛、连心桥、满月堤；陆上景点有6个即芙蓉新晖、洪山余韵、潇湘渔火、荷塘月色、长堤春柳、月舞潇湘。湖中央音乐喷泉长240米，最高喷水高度可达100米以上，建成后将是长沙最大的音乐喷泉。